# Plenotocepheus mollicoma
Plenotocepheus mollicoma är en kvalsterart som beskrevs av Hammer 1966. Plenotocepheus mollicoma ingår i släktet Plenotocepheus och familjen Tetracondylidae. Inga underarter finns listade i Catalogue of Life.